# Clan Rola
Pour les articles homonymes, voir Rola.
Rola est le nom les armoiries (polonais : herb) de l’aristocratie polonaise. Il est mentionné pour la première fois en 1330.

## Membres notables
- Stanisław Lubieniecki (1623 - 1675), astronome, historien et écrivain
- Aleksander Rożniecki  (1774 -1849), général de Duché de Varsovie
- Erich Klossowski (1875 - 1949), historien de l'art et peintre
- Pierre Klossowski (1905 - 2001), romancier, essayiste, philosophe, traducteur, scénariste, acteur et peintre
- Balthasar Klossowski "Balthus" (1908 - 2001), peintre